# صبغ الأفيون الكافوري

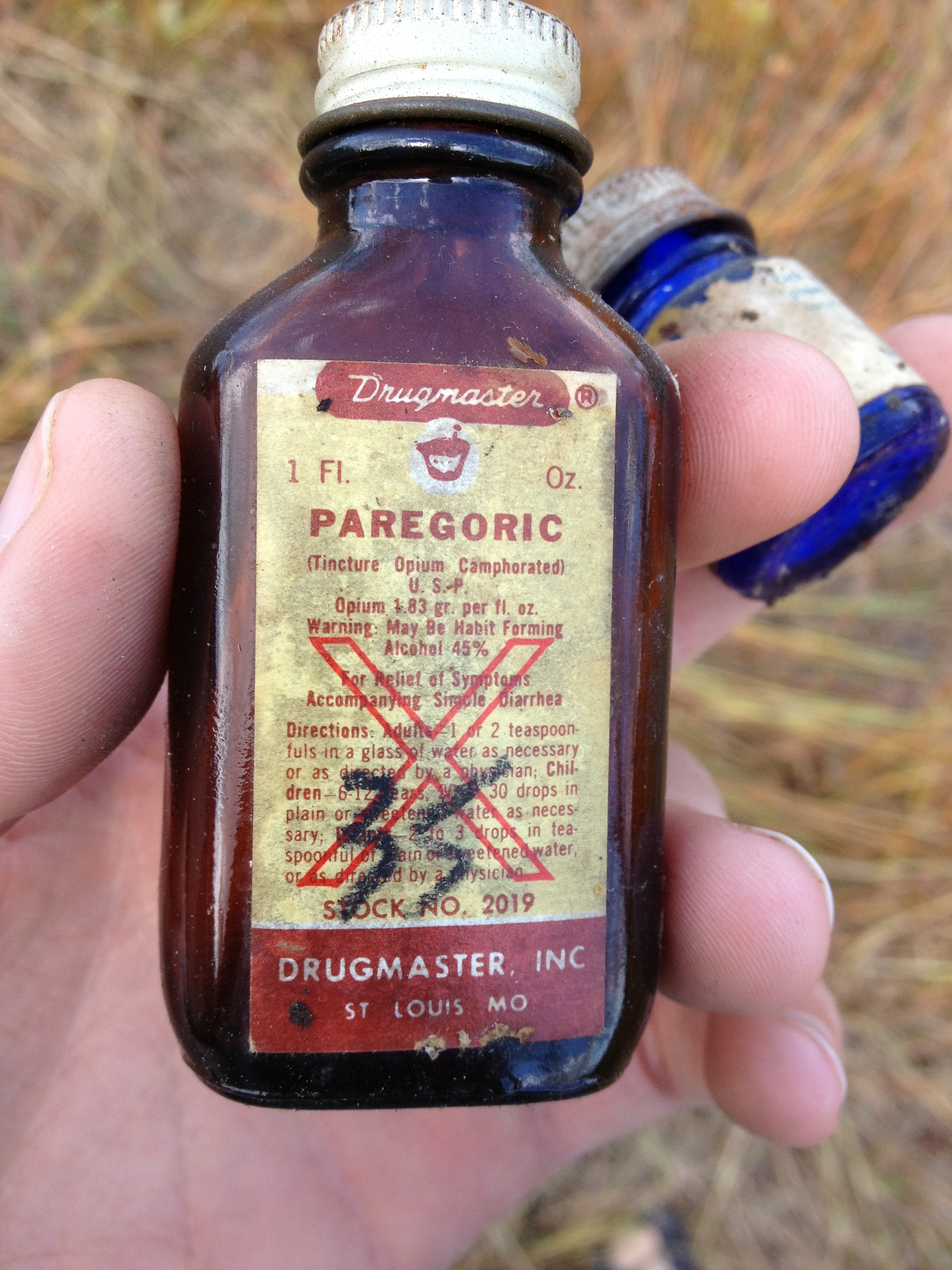
زجاجة قديمة ل صبغة الأفيون الكافورية. حوالي عام 1940.

صبغ الأفيون الكافوري أو باريغوريك paregoric هو الاسم التجاري وتعرف بصَبغةُ الأَفيون Opium Tincture هي من مَجموعة الأَدوية الأفيونيَّة الفِعلOpiate Agonists التي تَعمَل على مكافحة الإسهال وتَخفيف الآلام الشَّديدة.
الجرعةُ المألوفَة عندَ البالِغ هي 0.6 مل عن طَريق الفَم أربع مرَّات باليوم.

## التاريخ
في مطلع القرن الثامن عشر، جاكوب لو مورت (1650-1718),وهو أستاذ الكيمياء في جامعة ليدن، تمكن من تحضير إكسير لعلاج الربو وأطلق عليها «صبغة الأفيون الكافورية». كلمة «صبغة الأفيون الكافورية» يأتي من الكلمة اليونانية "paregoricon" التي طبقت الأصل للمهارات الخطابية وهوشكل خاص من أشكال الخطابة فيها تشتيت الانتباه والاهتمام. الميزة الغالبة. ومن ثم مر من خلال ظلال مختلفة من المعانى منها «المواساة» إلى «التهدئة» وأخيرا أن يكون لها نفس الأهمية باسم «المهدئة».

## الاستعمال الطبي
تسكين الألم وعلاج الإسهال، ويستخدم لعلاج متلازمة السحب عن الأفيونات عن الولدان.

## الحمل
ينتمي لأدوية المجموعة B لكنه ينتقل إلى المجموعة D فيما لو استخدم بجرعات كبيرة أو لفترات طويلة.

## آلية التأثير
يزيد مقوية العضلات الملس الهضمية وينقص الحركات التمعجية والإفرازات.

## الحرائك الدوائية
- الاستقلاب: في الكبد.
- الإطراح: مع البول.

## مضادات الاستطباب
- فرط الحساسية للأفيون أو لأحد مكوناته.
- الإسهال ناجم عن الانسمام إلى أن تزال المادة المسببة.

## تحذيرات
- يستخدم بحذر عند المريض المضاب باضطراب الوظيفة الكبدية أو الكلوية أو التنفسية أو بضخامة الموثة أو الذي في سوابقه قصة إدمان على الأفيونات.
- تحوي بعض مستحضراته الصيدلانية مادة السولفيت المؤرجة.
- يستخدم بحذر ويعطى بجرعات منخفضة عند الرضع الذين تقل أعمارهم عن 3أشهر لأنهم مؤهبون أكثر من غيرهم للإصابة بالتثبيط التنفسي.

## التأثيرات الجانبية
- تحدث بنسبة تزيد عن 10%:
- قلبية وعائية: انخفاض التوتر اشرياني.
- عصبية مركزية: نعاس، دوام.
- هضمية: إمساك.
- 8صبية عضلية: ضعف.

- تحدث بنسبة 1-10%:
- عصبية مركزية: تململ، صداع، وهن.
- بولية تناسلية: تشنج حالبي، نقص معدل التبويل.
- متنوعة: تحرر الهيستامين.

- تحدث بنسبة تقل عن 1%:
- قلبية وعائية: توسع وعائي محيطي.
- عصبية مركزية: أرق، تثبط عصبي مركزي، إكتئاب، ارتفاع التوتر داخل القحف.
- هضمية: قمه، معص معدي، غثيان، إقياء، تشنج السبيل الصفراوي.
- بولية تناسلية: تشنج السبيل البولي.
- عينية: تقبض حدقي.
- تنفسية: تثبيط تنفسي.
- متنوعة: اعتماد نفسي وفيزيائي.

## التداخلات الدوائية
تزداد شدة تأثيره عند إشراكه مع بقية الأدوية المثبطة للجملة العصبية المركزية.

## التداخلات المخبرية
يسبب تناوله ارتفاع التراكيز المصلية لـSGOT وSGPT.

## الجرعة
- متلازمة السحب عن الأفيونات عند الولدان (فموياً): البدء بجرعة 0.2مل كل 3ساعات ثم ترفع حوالي 0.05مل كل 3 ساعات إلى أن تضبط أعراض السحب يبقى على جرعة ثابتة لمدة 3-5 أيام ثم تخفض بالتدريج على مدى 2-4 أسابيع.
- الأطفال (فموياً): 0.25-0.5 مل/كغ 1-4 مرات يومياً.
- البالغين (فموياً): 5-10 مل 1-4 مرات/يوم.

## فرط الجرعة والتسمم
1. انخفاض التوتر الشرياني ونعاس واختلاجات وتثبيط تنفسي.
2. العلاج بإعطاء مركب نالوكسون حقن وريدي بجرعة 2ملغ تكرر حسب الحاجة حتى جرعة كلية قصوى تعادل 10ملإ.

## المستحضرات الصيدلانية
سائل يعادل 2 ملغ مورفين/25 مل (5 مل، 60 مل، 473 مل، 4000 مل).

## الثبات
يحفظ في قارورة مغلقة جيداً ومقاومة للضوء.